# گل بارون‌زده
گل بارون‌زده ترانه‌ای سیاسی، اعتراضی با شعر ایرج جنتی عطایی با آهنگسازی سیاوش قمیشی و تنظیم آندرانیک و خوانندگی داریوش اقبالی مربوط به اعدام خسرو گلسرخی بود.

## دربارهٔ ترانه
این ترانه در آلبوم شقایق داریوش و دفتر شعر «زمزمه‌های یک شب سی ساله» ایرج جنتی عطایی قرار دارد. سیاوش قمیشی، ایرج جنتی عطایی و داریوش اقبالی به خاطر این آهنگ به نهادهای امنیتی رژیم پهلوی فراخوانده شدند زیرا این ترانه مدتی بعد از اعدام خسرو گلسرخی ساخته شد و نهادهای امنیتی باور داشتند منظور از «گل سرخ» در این شعر، خسرو گلسرخی است. پس از اینکه در متن ترانه «گل بارون‌زده من، گل سرخ نازنینم» به «گل یاس نازنینم» تغییر یافت، این آهنگ مجوز ساخت گرفت. سیاوش در هنگام کار بر روی این ترانه از مضمون و هدف ترانه اطلاعی نداشته‌است.

## فهرست ترانه‌های آلبوم شقایق
- پریا
- شقایق
- گل بارون‌زده
- عروسک (شب آفتابی)
- طلایه دار
- یاور همیشه مؤمن
- شب خون
- حسود
- مه‌لقا
- زندگی یه بازیه